# سو یولینگ
سو یولینگ (انگلیسی: Su Yuling؛ زادهٔ ۲۴ آوریل ۱۹۸۹) تیرانداز زن اهل چین است. وی در بازی‌های المپیک تابستانی ۲۰۱۲ حضور داشته‌است.